# NONAGON (ファッションブランド)
NONAGON（ノナゴン）は、大韓民国のファッションブランド。

## 概要
本ブランドは2014年秋、YGエンターテインメントと第一毛織の合弁企業・NATURAL9によって立ち上げられた。YGエンターテインメントの創業者であるヤン･ヒョンソクがビジュアルクリエーションとマーケティングを統括しており、音楽とも融合したストリートファッションを志向している。
ブランドの名前は英語で「九角形」を意味しており、多様性と無限の成長をイメージして命名された。

## 来歴
2014年、立ち上げ。9月より、ギャラリア百貨店などにポップアップストアをオープンし、商品の一部先行販売を実施する。
2015年、春夏シーズンより世界に向けて商品の販売を開始。

### 日本進出
2015年、「15-16年秋冬コレクション」と銘打って、9月に東京、10月に大阪でポップアップストアをオープンし、日本進出を果たす。
2016年、日本公式ECサイトを開設する。